# Partido Republicano (Chile)
O Partido Republicano é um partido político chileno fundado em 2019 pelo ex-deputado chileno José Antonio Kast. É classificado como sendo de ultra-direita populista ou ultraconservador, porém seus membros preferem defini-lo como um partido de direita baseado no "senso comum".

## História

### Antecedentes
O fundador do partido, José Antonio Kast, foi deputado por dezesseis anos e anteriormente vereador, por vinte anos ele era membro da União Democrática Independente (UDI). Na eleição presidencial de 2017, ele obteve quase 8% dos votos. Com a base de apoio que obteve após a eleição, ele decidiu sair da UDI e fundar um movimento político.
Em 3 de março de 2018, Kast realizou a primeira reunião do movimento que na época não tinha nome. Posteriormente, em 19 de abril daquele ano, o movimento foi apresentado oficialmente sob o nome de "Ação Republicana". Na época da apresentação oficial da Ação Republicana, seu logotipo foi comparado pelo jornal El Mercurio ao logo do partido francês de extrema-direita Reagrupamento Nacional.

### Fundação
Kast enviou o registro do Partido Republicano em 10 de junho de 2019 ao Serviço Eleitoral Chileno. Mais da metade do conselho de administração do partido é composta por ex-membros da UDI.

## Ideologia
O partido tem um estatuto que reúne todas os seus ideais em dezoito tópicos. No primeiro deles, é dito que o partido é "absolutamente contrário ao aborto em todas as suas formas"; além disso, no segundo tópico é dito que o partido acredita em uma família fundada no casamento entre um homem e uma mulher, sendo contra o casamento gay em todas as suas formas, promovendo assim "o direito dos filhos de ter pai e mãe". Além disso, o partido também defende "uma economia social de mercado, uma forte defesa da liberdade de expressão, uma defesa da iniciativa privada em questões econômicas, a defesa de garantias constitucionais e a defesa da propriedade privada, uma vez que esta constitui um dos pilares de uma sociedade genuinamente livre e responsável".

O partido também rejeita o plebiscito nacional do Chile de 2020, liderando uma chamada "campanha pelo não". O partido defende a manutenção da atual constituição chilena argumentando que ela "é o instrumento que permitiu o Chile tornar-se o país de maior sucesso na América Latina".